# Heinrich Fidelis Müller

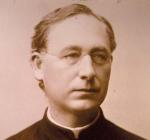
Heinrich Fidelis Müller

Heinrich Fidelis Müller (* 23. April 1837 in Fulda; † 30. August 1905 ebenda) war ein deutscher Priester und Komponist.

## Leben
Heinrich Fidelis Müller wurde 1837 in Fulda geboren. Ein Onkel von ihm war der Theologe Heinrich Komp. Kurz nach seiner Geburt starb die Mutter, der Vater heiratete erneut. Aus dieser Ehe gingen neun weitere Geschwister hervor, für die sich Heinrich Müller zeitlebens verantwortlich zeigte. Der Besuch von kirchlich geprägter Volksschule und Gymnasium bestimmten früh den theologischen Weg. Hier erhielt er Musik- und Klavierunterricht bei Michael Henkel und dessen Sohn Georg Andreas.
Die Dommusik im cäcilianischen Fulda muss sich in einem desolaten Zustand befunden haben und hatte nichts mehr von der barocken Pracht der Fürstbischöfe. Dieses Stilmittel war aufgrund seiner Unverständlichkeit und des großen Aufführungsaufwandes aber auch nicht mehr gefragt. Kantionalsätze bekannter Kirchenlieder und kleine, vierstimmige Besetzungen wurden favorisiert. Genau dieses verlangte der Fuldaer Dompfarrer 1852 von seinem Dommusikdirektor, welcher daraufhin zurücktrat und die Dommusik ihrem Verfall überließ. Nur die Knaben und Studierenden des Priesterseminars versuchten, so gut es ging, die musikalische Tradition an der Bischofskirche fortzuführen. Unter ihnen auch in führender Manier Heinrich Müller.
Nach dem theologischen Studium am Priesterseminar in Fulda empfing Müller 1859 die Weihe zum Priester. Nach einigen Jahren als Kaplan im Bistum Fulda wurde er Pfarrer in Bockenheim bei Frankfurt am Main. 1873 kam er als Pfarrer nach Kassel und übernahm die seelsorgerische Tätigkeit in der dortigen St.-Elisabeth-Gemeinde. 1890 wechselte er an eine Pfarrstelle in Amöneburg bei Marburg, 1894 als Domkapitular nach Fulda. Hier wurde er 1902 zum Domdechant ernannt. Er starb am 30. August 1905 nach einem Schlaganfall und wurde in Fulda in der „Grablege der Domherren“ auf dem „Mittleren Städtischen Friedhof“ beigesetzt, wo sein Grab bis heute zu finden ist.

## Musikalische Philosophie
Heinrich Fidelis Müller hatte bald das Bedürfnis, verständliche, praktikable Werke mit lebendigem, handlungsreichem Inhalt zu komponieren. Während eines Besuchs der Oberammergauer Passionsspiele fasste er den Entschluss, das Vorhaben in die Tat umzusetzen, und entwarf zu seiner Komposition lebende Bilder, bei denen kostümierte Darsteller in einer vom Komponisten festgelegten Szene bewegungslos verharren. Er fand Gefallen an dieser Bereicherung und machte diese Praxis seinen Werken als grundlegend zu eigen. Sie verfehlten ihre Wirkung beim Publikum nicht und machten die immer aufwendiger ausgestatteten Aufführungen zu einem gerne angenommenen Erlebnis. Müllers Kompositionen stützen sich auf zum Thema passende Kirchenlieder, welche ein durchschnittlicher Chor einfach lernen und aufführen kann. Die Partien für Soli verlangen schon etwas mehr Engagement, sind aber von versierten Chorsängern ohne weiteres zu meistern.
Müller selbst in seinem Vorwort zum „Weihnachtsoratorium“:

„Bei jenen einzigen Aufführungen des Oberammergauer Passionsspiels, denen ich beizuwohnen im Jahre 1871 das Glück hatte, waren mir im Verlaufe der Passion besonders jene Szenen ergreifend erschienen, in denen eine Handlung sich nach Art der lebenden Bilder gestaltete, so z.B. die Fußwaschungs-Szene, die in einfach großartiger Weise verlief, während unsichtbare Stimmen die tiefe Demut des Herrn in schlichten Tönen priesen. So konnte ich auch den Gedanken nicht wieder los werden, dass es weit ergreifender und wirkungsvoller gewesen wäre, wenn nach Art der mittelalterlichen geistlichen Spiele zu den betreffenden Szenen anstatt der in die Länge gezogenen subjektivistisch reflektierenden, in moderner Musik einherschreitenden Chorgesänge die einfachen, kräftigen und herzinnigen Kirchen- und geistlichen Lieder zum Vortrag gekommen wären.
Aus diesen und ähnlichen Gedanken erwuchs der Plan, vor allem ein kleines Weihnachtsspiel nach den eben betonten Grundsätzen zu komponieren. Der Eindruck den diese Art Musik mit den jedesmaligen lebenden Bildern der hl. Handlung auf das Publikum machte, war ein ganz unerwarteter. Der letzten Aufführung wohnten Künstler und Gelehrte, einfache schlichte Leute, Dienstboten und Kinder, Gebildete und Ungebildete bei; alle erschienen tief ergriffen und in eine fromme Weihe versenkt.“

Heinrich Fidelis Müllers Werke erfahren heute wegen ihrer praktischen Aufführbarkeit und ihrer bildlichen Sprache eine Renaissance und Wiederbelebung.

## Werke
- op. 1 Neue Trutznachtigall. Auswahl volkstümlicher, geistlicher und weltlicher Lieder zweistimmig und dreistimmig mit einer kleinen Chorgesangschule für katholische Schulen und Familien von Heinrich Fidelis Müller und Benedict Widmann, 1868.
- op. 2 ‚Lasst uns beten‘, Katholisches Gebet- und Erbauungsbuch nach bewährten zumeist älteren kirchlichen Gebetbüchern von H. F. Müller, Frankfurt a. M., Verlag Peter Kreuzer, 1868.
- op. 3 Psälterlein. Katholisches Gesangbüchlein zumeist älterer Kirchenlieder samt den gebräuchlicheren neuen mit ihren ursprünglichen Singweisen, Frankfurt a. M., Verlag G. J. Hamacher, 1869.
- op. 4 Dreißig Lieder im Volkston (für Männerchor), 1872 [N 5].
- op. 5 Weihnachtsoratorium (für Soli, gemischten Chor und Orchester oder Klavierbegleitung mit lebenden Bildern), 1879 [N 7].
- op. 6 Die Feier des Stiftungsfestes kath. Gesellenvereine (5 Männerchöre mit Text zu lebenden Bildern), 1881 [N 8].
- op. 7 Die heiligen Dreikönige (für Soli, gemischten Chor und Orchester oder Klavierbegleitung mit lebenden Bildern), 1882 [N 9].
- op. 8 Katholisches Gesang- und Gebetbüchlein. Sammlung der in der katholischen Pfarrkirche zu Cassel üblichen Gesänge und Andachten, Cassel, Druck von C. Richartz, 1876.
- op. 9 Die notwendigsten Gebete eines katholischen Christen. Ein kleiner Auszug aus des Verfassers größerem Andachtsbuche von H. F. Müller, Cassel, Druck von C. Richartz, 1879.
- op. 10 Weihnachtsfeier (für vierstimmigen Männerchor und Soli mit Klavier- oder Harmoniumbegleitung zur Aufführung mit lebenden Bildern), 1884 [N 10].
- op. 11 Vier Papstlieder im Volkston, 1887 [N 11].
- op. 12 Die heilige Elisabeth (Geistliches Festspiel in sieben Bildern für Soli und gemischten Chor, zur Aufführung mit lebenden Bildern), 1889 [N 12].
- op. 13 Katholisches Gesang- und Gebetbuch für die Diözese Fulda. Herausgegeben im Auftrag des Hochwürdigsten Herrn Joseph, Bischofs von Fulda, Fulda, Druck und Verlag der Fuldaer Aktiendruckerei, 1890.
- op. 14 Missa in honorem Sanctissimi Cordis Jesu (ohne Credo), (leichte Messe für vierstimmigen gemischten Chor), 1890 [N 14].
- op. 15 Drei kirchliche Lieder zu Ehren des heiligen Aloysius (für vierstimmigen gemischten Chor), 1891 [N 15].
- op. 16 Die Passion unseres Herrn Jesu Christi in sieben Bildern. (Nach Worten der hl. Schrift für Soli und gemischten Chor mit Klavierbegleitung oder Harmonium), 1892 [N 16].
- op. 17 Die Auferstehung des Herrn (Fortführung der Passion, op. 16) für Soli und gemischten Chor mit Klavierbegleitung, um 1894 [N 19].
- op. 18 Missa in honorem St. Elisabethae (für eine Stimme, auch Solo und Chor, oder vierstimmigen gemischten Chor mit Orgelbegleitung) [N 17].
- op. 19 Missa in honorem St. Bonifatii Episcopi et Martyris (für vierstimmigen gemischten Chor) [N18].
- op. 20 Drei Lieder zur Begrüßung des hochwürdigen Herrn Bischofs (für zweistimmigen Kinderchor und eine nicht obligate Männerstimme) [N 20].
- op. 21 Heliand. Ein Weihnachtsfestspiel nach der gleichnamigen altsächsischen Dichtung. (für Soli und gemischten Chor mit Klavier- oder Orchesterbegleitung zur Aufführung mit 6 lebenden Bildern), [N 21]
- op. 22 Leichtes Credo (für einstimmigen Chor, auch Solo und Chor, mit Orgelbegleitung), [N 22]
- op. 23 30 volksthümliche Kinderlieder (ein- und zweistimmig zu singen mit und ohne Begleitung des Klaviers),
- op. 24 Vier Lieder zur Verehrung des hl. Joseph (1-, 2- und 3-stimmig zu singen),
- op. 25 Zur Weltweihe an das Herz Jesu (Liedsatz für 1-, 2-stimmigen oder gemischten Chor) [N 23]
- op. 26 Liliengärtlein. 45 Geistliche Lieder für’s Kirchenjahr ein-, zwei- und mehrstimmig zu singen, 1901.
- op. 27 Missa in honorem St. Josephi. Sehr leichte Messe für 4 Männerstimmen (ohne Credo), 1902.
- op. 28 Emanuel – Neues geistliches Weihnachtsfestspiel (für Soli, gemischten Chor oder Kinderchor auch für Sopran und Alt alleine zur Aufführung mit lebenden Bildern), 1902.
- op. 29 Drei volkstümliche Sangesmärsche für 2 Stimmen, 1904.
- op. 30 Zwei deutsche patriotische Männerchöre im Volkston (Deutsche Hymne – Der deutsche Rhein), (dazu nur als Manuskript vorhandene „Deutsche Hymne“), 1904.
- op. 31 Passions-Andacht über die sieben letzten Worte Jesu (besonders als Karfreitags-Andacht, 2- oder 4-stimmig aufzuführen), 1905.
- op. 32 Vier fromme volkstümliche Gesänge (Vater unser, Ave Maria, Heilig, Jesus-Maria-Josef; für 1- oder 2-stimmigen Kinderchor mit Orgelbegleitung, für einstimmigen Volksgesang oder 4-stimmigen gemischten Chor), 1905.
- op. 33 Zwölf Balladen für gemischten Chor (nicht veröffentlicht, nur handschriftlich überliefert).

## Einspielungen
- Ignaz Reimann: Pastoralmesse op. 110, Heinrich Fidelis Müller: Weihnachtsoratorium op. 5. Chorgemeinschaft St. Ludgerus, Daniela Stampa, Jens Krekeler, Mitglieder des Kourion-Orchesters, Gregor Oechtering. Indiewerk 355 69 91, 2004.[1]

## Biografie
- Paul Lang: Heinrich Fidelis Müller, Priester und Komponist, Leben und Werk. Imhof, Petersberg 2005, ISBN 3-937251-82-0.